# Cynorta immaculata
Cynorta immaculata is een hooiwagen uit de familie Cosmetidae.